# Sikyona
Sikyona (griego: Σικυώνα) es un municipio de la República Helénica perteneciente a la unidad periférica de Corintia de la periferia de Peloponeso. El nombre del municipio deriva de la antigua ciudad de Sición, que se hallaba en el actual término municipal de Sikyona.
El municipio se formó en 2011 mediante la fusión de los antiguos municipios de Feneo, Sikyona y Stimfalía, que pasaron a ser unidades municipales. La capital municipal es la villa de Kiato en la unidad municipal de Sikyona. El municipio tiene un área de 602,5 km².
En 2011 el municipio tiene 22 794 habitantes, de los cuales 19 025 viven en la unidad municipal de Sikyona.
Se ubica al oeste de Corinto. La capital municipal Kiato se halla en la costa sobre la autovía A8, a medio camino entre Atenas y Patras.